# Helmer Forslund

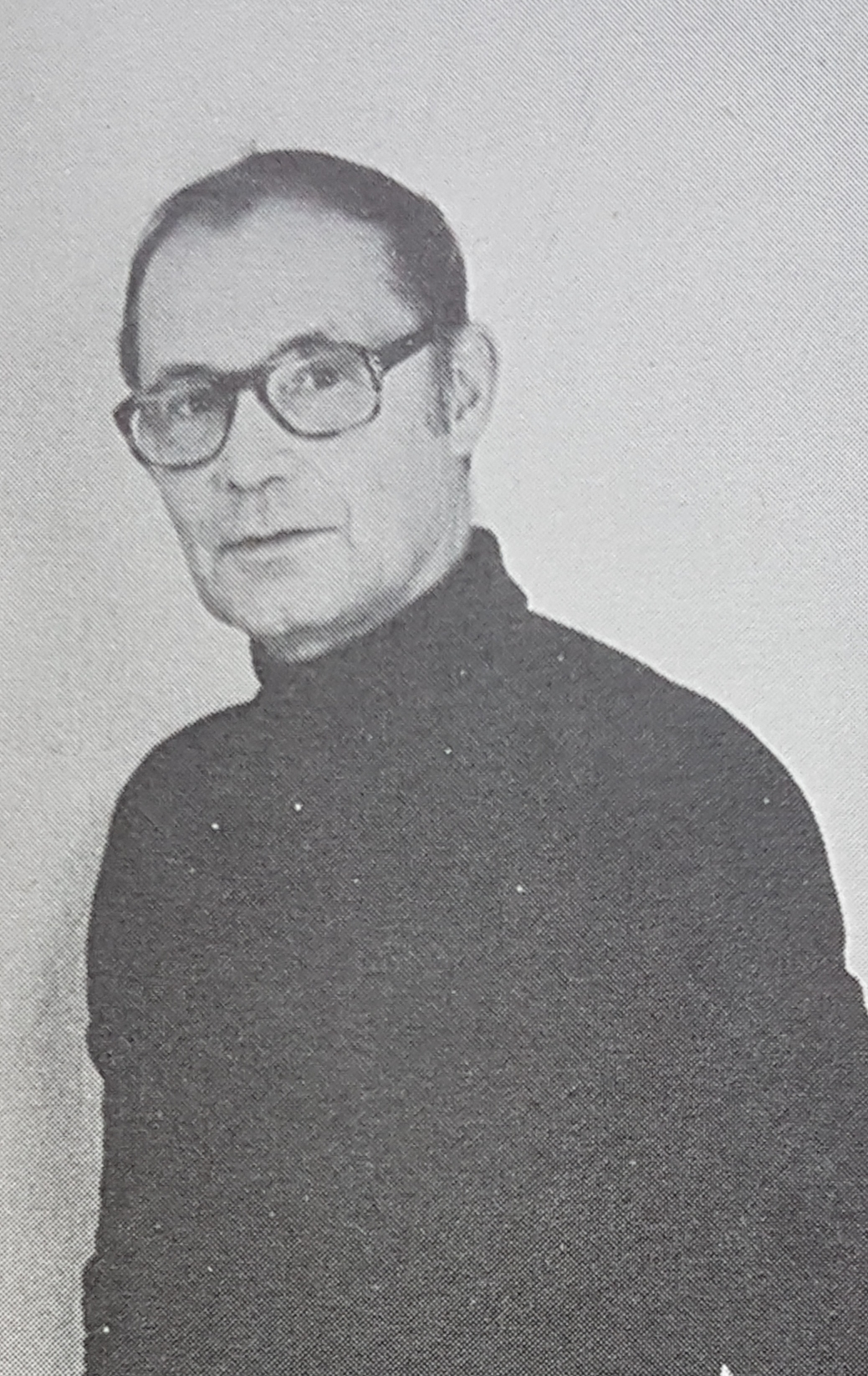
Helmer Forslund

Helmer Karl Forslund, född 18 oktober 1920 i Brunskog, död där 24 mars 1975, var en svensk målare. 
Forslund studerade vid Otte Skölds målarskola 1945–1946, därefter studier i Paris och Spanien. Han har medverkat i Värmlands konstförenings utställningar sedan 1947, och inbjöds 1952 i samlingsutställningen Ung Värmländsk konst av i dag på Värmlands museum. Forslund har haft separatutställningar i Arvika och Karlstad.
Forslund finns representerad på Värmlands läns museum. 
Tillsammans med Thore Andersson, Våge Albråten, Axel Hennix startade han konstgalleriet Konsttjällaren.